# Espíritu Santo (Zamora)

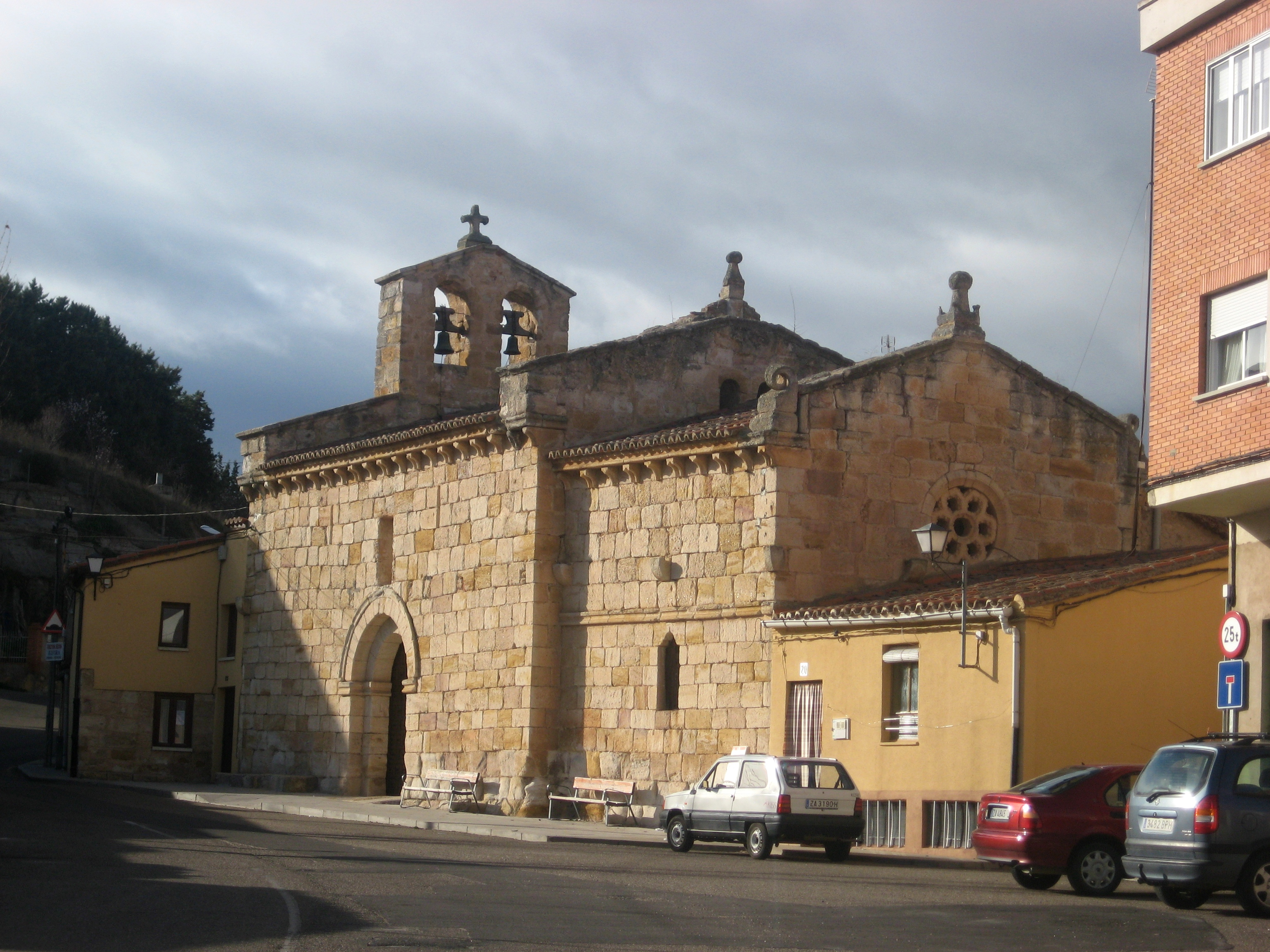
Kirche Espíritu Santo

Die römisch-katholische Kirche Espíritu Santo (deutsch Heiliger Geist) in Zamora, der Hauptstadt der gleichnamigen Provinz in der Autonomen Region Kastilien-León in Spanien, wurde zu Beginn des 13. Jahrhunderts errichtet. Die spätromanische Kirche, nordwestlich des Stadtzentrums gelegen, ist seit 1983 ein geschütztes Baudenkmal (Bien de Interés Cultural).

## Beschreibung
Die dem Heiligen Geist geweihte Kirche besitzt ein Schiff und einen eingezogenen Chor mit einem geraden Schluss. Diese Chorwand, an die ein kleineres Wohnhaus angebaut wurde, wird von einer Rosette geschmückt. Das rundbogige Portal ist einfach gestaltet. Die zwei Dächer werden von Akroterien geschmückt.
Bei Renovierungsarbeiten im Jahr 1963 wurden Wandmalereien aus dem 14. Jahrhundert entdeckt, die die Evangelistensymbole darstellen.
Die Kirche ist seit 1974 Sitz der Bruderschaft Hermandad Penitencial del Santísimo Cristo del Espíritu Santo.